# Brander Matthews
James Brander Matthews, född den 21 februari 1852 i New Orleans, död den 31 mars 1929, var en amerikansk litteraturhistoriker.
Matthews blev 1873 advokat, men ägnade sig sedan åt litteraturhistorien, i vilken han 1892-1924 var professor vid Columbiauniversitetet. Av Matthews verk kan nämnas Introduction to the study of american literature (1896), The development of the drama (1903), A book about the theatre (1916) och Principles of playmaking (1919).